# Keith Olbermann
Keith Olbermann (New York, 27 gennaio 1959) è un giornalista, scrittore e opinionista politico statunitense.
Chief news officer di Current TV e conduttore del programma televisivo Countdown with Keith Olbermann fino al 30 marzo 2012. Condusse un programma, simile nel titolo e nel format, su MSNBC dal marzo 2003 al gennaio 2011.
Alla MSNBC, Olbermann si fece notare per le sue critiche contro i politici conservatori. Definito un "liberal", rifiutò l'etichetta politica, affermando: "Non sono un liberal. Sono un americano."
I primi vent'anni di carriera furono all'insegna del giornalismo sportivo, durante i quali vinse per tre volte il premio come Best Sportscaster della Associated Press. Dal 1992 al 1997 condusse il programma Sports Center su ESPN. Dal 1998 to 2001 fu conduttore di programmi sportivi su Fox Sports Net.

## Biografia
Olbermann nacque il 27 gennaio 1959 a New York City. Sua madre, Marie Katherine Charbonier, era maestra d'asilo; suo padre, Theodore Olbermann, architetto di origine tedesca.
Crebbe ad Hastings-on-Hudson ed iniziò la sua attività di cronista sportivo durante gli anni del liceo, alla WHTR. Dopo il diploma, nel 1975, frequentò la Cornell University laureandosi nel 1979 con un B.S. in Comunicazione. Direttore dei programmi sportivi alla WVBR, una stazione radio studentesca di Ithaca.

### Giornalismo sportivo
Inizia la sua carriera professionale presso la UPI e la RKO Radio Network, per poi entrare, nel 1981 alla CNN. Nel 1984, si trasferì a Los Angeles per lavorare alla  KTLA e alla KCBS, attività che gli fece vincere 11 Golden Mike Awards, e per tre volte il premio come miglior cronista sportivo della Associated Press californiana.

#### ESPN
Nel 1992, Olbermann si unì allo staff di Sports Center alla ESPN, dove lavorò fino al 1997, quando fu sospeso per due settimane, per aver definito la città di Bristol, nel Connecticut (il quartier generale della ESPN) "un posto dimenticato da Dio" ("a Godforsaken place"). Poco dopo, Olbermann lasciò la ESPN fra molte polemiche. Nel 2004, Olbermann fu escluso dagli ospiti della "Reunion Week", il 25º anniversario di SportsCenter.

#### Post-SportsCenter
Nel 1998, su Fox Sports Net, Olbermann divenne conduttore di The Keith Olbermann Evening News. Olbermann fu licenziato dalla Fox nel 2001 dopo aver riferito voci secondo cui  Rupert Murdoch, la cui  News Corporation controlla la Fox, aveva intenzione di vendere i Los Angeles Dodgers. Olbermann definì il licenziamento "un ricatto". Murdoch disse di Olbermann: "L'ho licenziato... È pazzo."
Nel 2001, Olbermann venne assunto dal ABC Radio Network come commentatore sportivo.
Nel 2005, Olbermann tornò brevemente alla ESPN, nel programma radiofonico Dan Patrick Show.
Nel 2007, Olbermann fu nominato co-conduttore di Football Night in America, il programma della NBC che precede la telecronaca del Sunday Night NFL game. Olbermann lasciò il programma prima dell'inizio della stagione 2010.

### Giornalismo di cronaca
Nel 1997, Olbermann lasciò la ESPN per condurre un programma di commento alle notizie più importanti della settimana in prima serata sulla MSNBC, The Big Show with Keith Olbermann.
Il programma venne usurato dallo scandalo Lewinsky. Nel 1998, Olbermann dichiarò che il suo lavoro alla MSNBC lo fece "vergognare" e lo rese "depresso". Olbermann poco dopo lasciò la MSNBC per passare al Fox Sports Net.
Lasciato Fox Sports nel 2001, Olbermann tornò al giornalismo di cronaca col programma "Keith Olbermann Speaking of Everything" e lavorando per la CNN come reporter freelance.

#### Countdown with Keith Olbermann
Il programma di Olbermann Countdown debuttò il 31 marzo 2003 alla MSNBC.
Il format di Countdown vedeva Olbermann classificare le cinque maggiori notizie del giorno, in ordine inverso, consideranto la quinta la più importante. Le notizie venivano commentate da Olbermann e dai suoi ospiti in studio.  Olbermann fu criticato perché invitava solo ospiti che condividevano il suo punto di vista.

#### Controversie
Fin dagli esordi del segmento di Countdown intitolato Worst Person in the World nel luglio 2005, Olbermann ha assegnato il premio a Bill O'Reilly, conduttore di The O'Reilly Factor su Fox News. Nel 2006, durante una convention della Television Critics' Association, Olbermann indossò una maschera di O'Reilly e fece il saluto nazista, cosa che gli procurò una lettera di protesta dalla Anti-Defamation League.
Il 28 ottobre 2010, pochi giorni prima delle elezioni presidenziali americane, Olbermann inviò di nascosto 2.400 dollari a ciascuno dei tre candidati democratici al Congresso: Jack Conway, Raúl Grijalva e Gabrielle Giffords. Di conseguenza, il Presidente della MSNBC Phil Griffin sospese Olbermann per violazione di una precisa norma del network.  Il 21 gennaio 2011, Olbermann lasciò la MSNB, che annunciò di aver rescisso il contratto con Olbermann, senza dare ulteriori spiegazioni.

#### Current TV
L'8 febbraio 2011 Olbermann venne assunto da Current TV, il canale tv di Al Gore, per condurre un proprio programma, Countdown with Keith Olbermann, e occuparsi dello sviluppo della programmazione giornalistica del network.
Olbermann fu licenziato il 30 marzo 2012. Current TV dichiarò che «Current si fonda sui valori del rispetto, dell'apertura, della collegialità, e della fedeltà ai nostri spettatori. Sfortunatamente questi valori non sono più rispecchiati dalla nostra relazione con Keith Olbermann e l'abbiamo terminata» Olbermann fece causa al network.

## Sintesi della carriera
- SportsCenter, co-conduttore (1992–1997)[1]
- The Big Show, conduttore (1997–1998)[1]
- Major League Baseball on Fox, ospite in studio (1999–2000)[1]
- The Keith Olbermann Evening News, conduttore (1998–2001)[1]
- Football Night in America, co-conduttore (2007–2010)
- Countdown with Keith Olbermann, conduttore (MSNBC: 2003–2011; Current TV: 2011–2012)[1]

## Opere
- The Major League Coaches: 1921–1973 (Card Memorabilia Associates, 1973).
- The Big Show: Inside ESPN's Sportscenter (Atria, 1997) (coautore: Dan Patrick). ISBN 0-671-00918-4.
- The Worst Person In the World and 202 Strong Contenders (Wiley, September 2006). ISBN 0-470-04495-0.
- Truth and Consequences: Special Comments on the Bush Administration's War on American Values (Random House, December 2007). ISBN 978-1-4000-6676-6.
- Pitchforks and Torches: The Worst of the Worst, from Beck, Bill, and Bush to Palin and Other Posturing Republicans (Wiley, October 25, 2010). ISBN 0-470-61447-1.